# Мухаммад Алі
Мухаммад Алі (англ. Muhammad Ali; 20 червня 1996, Манчестер) — британський боксер, призер чемпіонату Європи серед аматорів.

## Аматорська кар'єра
2014 року Мухаммад Алі став срібним призером чемпіонату світу серед молоді.
2015 року на Європейських іграх переміг Олександра Ришкана (Молдова), а у другому бою поступився Вінченцо Пікарді (Італія).
На чемпіонаті Європи 2015 отримав срібну медаль.
- В 1/8 фіналу переміг Олександра Ришкана (Иолдова) — 3-0
- У чвертьфіналі переміг Корюна Согомоняна (Вірменія) — 3-0
- У півфіналі переміг Хосе де ла Ніеве (Іспанія) — 3-0
- У фіналі програв Даніелю Асенову (Болгарія) — 0-3

На чемпіонаті світу 2015 переміг Вінченцо Пікарді (Італія), а у чвертьфіналі програв Ельвіну Мамішзаде (Азербайджан).
На Олімпійських іграх 2016 у першому бою програв Йоель Фіноль (Венесуела) — 0-3.

## Допінгова справа
У квітні 2017 року AIBA ухвалила рішення дискваліфікувати Мухаммада Алі на два роки через позитивну допінг-пробу, взяту під час змагань в боксерській лізі World Series Boxing (WSB).

## Професіональна кар'єра
Отримавши дискваліфікацію, Мухаммад Алі вирішив перейти до професійного боксу. Впродовж 2020—2021 років Мухаммад Алі провів три переможних боя.